# Zvon Willeborte

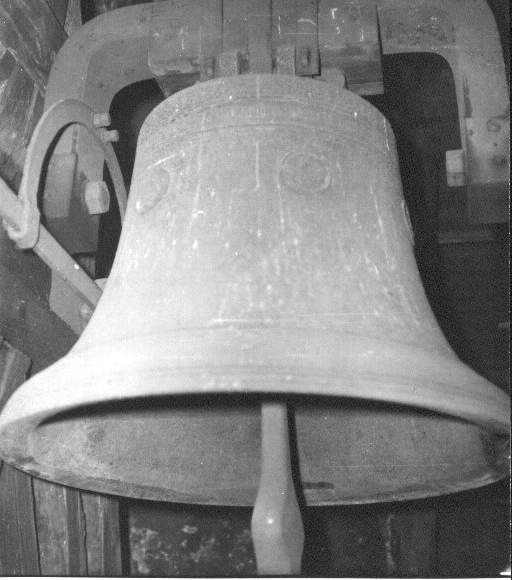
Zvon Willeborte

Zvon Willeborte z roku 1519, nacházející se v arciděkanském kostele Nanebevzetí Panny Marie v Ústí nad Labem, vyrobil zvonař Petr Wagheven z Nizozemska a pro svůj původ je jednou z nejvýznamnějších zvonařských památek Ústeckého kraje. Do Ústí nad Labem byl pravděpodobně dopraven po Labi a v kostele byl bezpochyby zavěšen až po požáru v roce 1538.

## Rozměry
- Dolní průměr: 135 cm
- Výška: 130 cm

## Popis zvonu
- Koruna: šest uch s pletencem.
- Čepec: geometrický ornamentální pás gotického tvarosloví (růžice napojeny na protáhlé kosočtverce), pod tím jednořádkový nápis frakturou: Willebort ist mein Name, mein Geläut sei Gott angenehm auf dass wenn mach mich hören wird uns Gott bewahren möge überfall. 1519. Překlad: „Willebort je mé jméno, můj zvuk ať je Bohu příjemný, aby když mne bude slyšet, Bůh nás chránil přepadení.“ Pod nápisem opět ornamentální pás, vertikálně obrácený, týž.
- Krk: nelemovaný pás šesti medailonů s polopostavami světců – sv. Petr, sv. Ondřej, Marie s Ježíškem a tři další, neidentifikované; průměr medailonů 14 cm; všechny stejně vysoko a daleko od sebe.
- Věnec: několik linek.
- Srdce: železné, vějířovité, z boku ploché, s krátkou výpustí.

## Zavěšení a stav zvonu
Zvon je zavěšen na zalomeném ocelovém závěsu v dřevěné konstrukci. K rozhoupávání se užívá elektrický vyzváněč. V minulosti byl zvon pootočen o 90°, aby se věnec vyloukal rovnoměrně. Povrch zvonu velmi zašlý, reliéfy nezřetelné. Při dolním okraji je velký kus věnce uražen. Stav k roku 2001.